# 恩茨河
49°0′20″N 9°8′52″E / 49.00556°N 9.14778°E

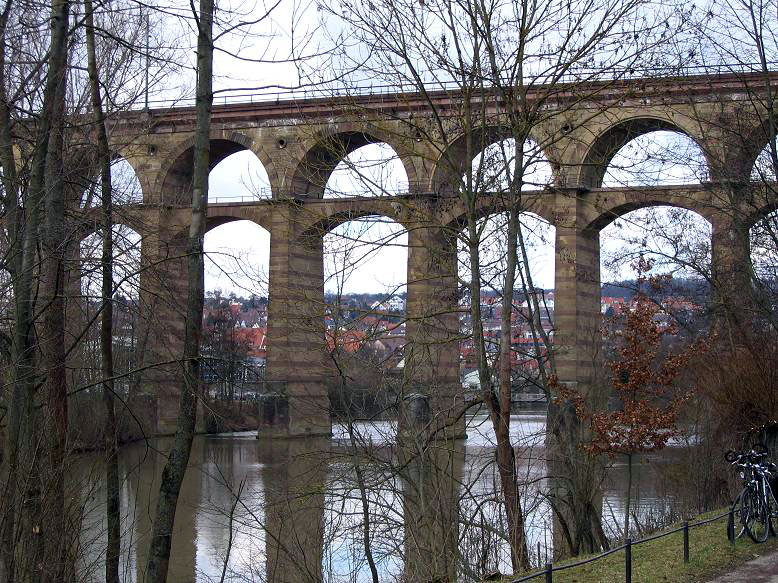

恩茨河（德语：Enz）是德國的河流，位於巴登－符騰堡州，屬於內卡河的左支流，河道全長112公里，面積2,228.4平方公里，河畔城鎮有普福爾茨海姆、米尔阿克、恩茨河畔法伊英根、比蒂格海姆-比辛根、巴特维尔德巴特、诺伊恩比格和贝西希海姆。